# Humuleno

Humuleno, também conhecido como α-humuleno or α-cariofileno, é um sesquiterpeno monociclico (C15H24) que ocorre naturalmente no óleo essencial do lúpulo (Humulus lupulus) de onde retira seu nome. Trata-se de um componente com grande potencial anti-inflamatório por ser capaz de inibir enzimas que atuam no processo inflamatório. E responsável por grande parte do sabor e aroma da cerveja.
O humuleno ao se oxidar degrada numa variedade de componentes que sobrevivem até a cerveja final. Esses produtos incluem: epóxidos de humuleno (I, II e III), diepóxidos de humuleno (A, B e C), humulenol II, humulol e humuladienona. Esses produtos de degradação formam naturalmente com o tempo em lúpulos armazenados e em maior velocidade quando aquecidos. Eles contribuem para sabores e aromas que são descritos como herbais e picantes.